# Ashley Steacy
Pour les articles homonymes, voir Steacy.
Pas d'image ? Cliquez ici

b Matchs officiels uniquement.
Dernière mise à jour le 16 février 2023.
Ashley Steacy, née le 28 juin 1987 à Lethbridge (Alberta, Canada), est une joueuse canadienne de rugby à sept et de rugby à XV. Elle a remporté avec l'équipe du Canada la médaille de bronze du tournoi féminin des Jeux olympiques d'été de 2016 à Rio de Janeiro.

## Biographie
Ashley Steacy fait partie de la sélection canadienne qui remporte la médaille de bronze au tournoi féminin de rugby à sept des Jeux olympiques d'été de 2016 à Rio de Janeiro.
Elle met un terme à sa carrière de joueuse de rugby en juin 2017.